# بارلخا
بارلخا (به لاتین: Barlekha Upazila) یک منطقهٔ مسکونی در بنگلادش است که در ناحیه مولوی‌بازار واقع شده‌است. بارلخا ۳۱۵٫۵۸ کیلومتر مربع مساحت و ۲۰۰٬۶۷۴ نفر جمعیت دارد.